# Revolution in Ägypten 1919

Flagge der Ägyptischen Revolution mit muslimischem Halbmond und christlichem Kreuz

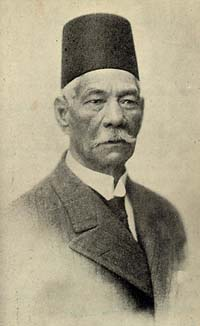
Saad Zaghlul Pascha, Führer der ägyptischen Nationalisten

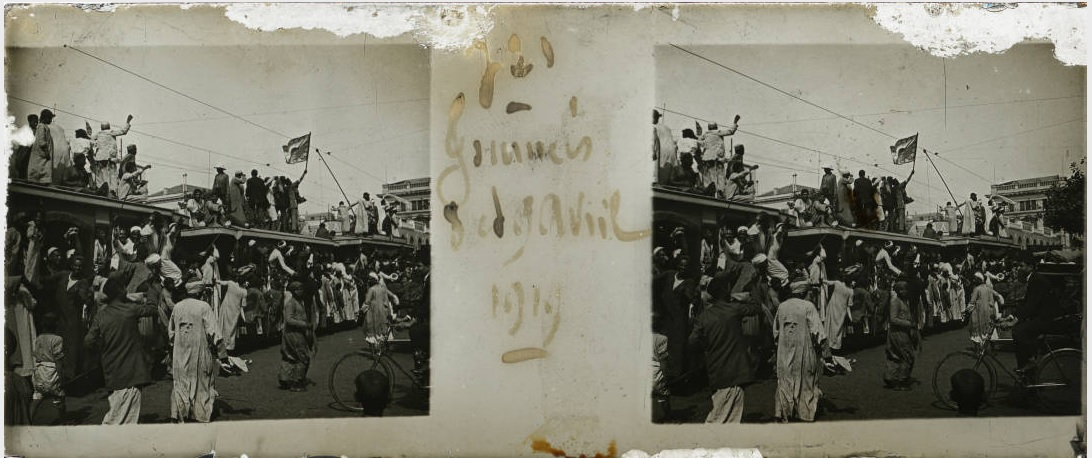
Proteste während der Revolution

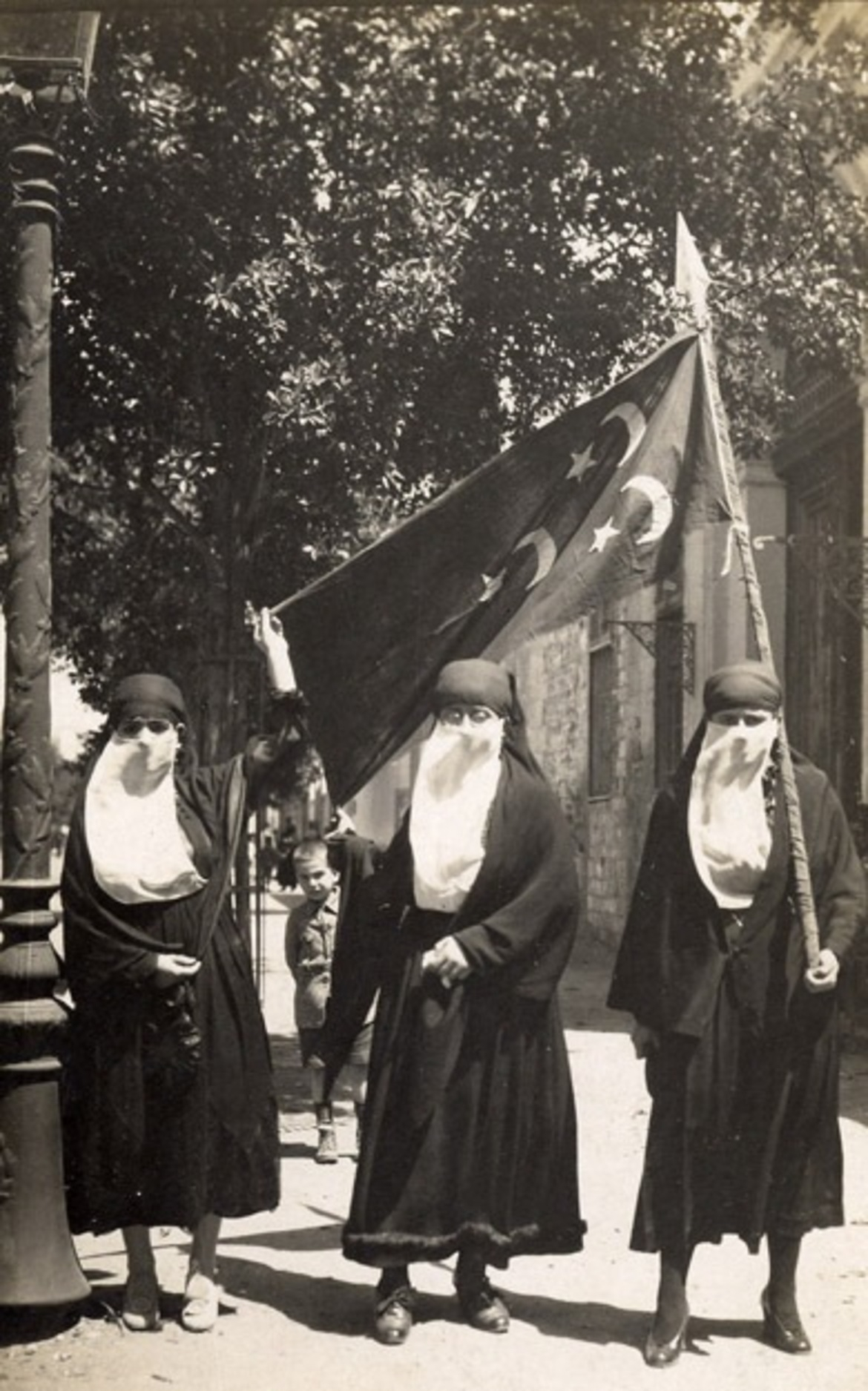
Frauen mit improvisierter Flagge bei den Protesten in Kairo

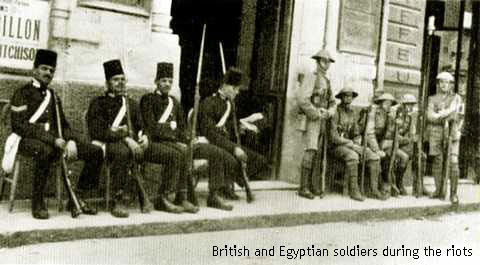
Ägyptische und britische Soldaten in Bereitschaft

Die Revolution in Ägypten 1919 (ägyptisch-arabisch: ثورة 1919 thawret 1919) war eine landesweite zunächst gewalttätige Erhebung gegen die Britische Herrschaft in Ägypten und im Sudan. Sie wurde durch die Inhaftierung und Verbannung des Nationalistenführers Saad Zaghlul Pascha und anderer Mitglieder des Wafd ausgelöst und wurde im ganzen Sultanat Ägypten von allen Bevölkerungsteilen getragen, einschließlich Frauen und Kopten. Nach wenigen Wochen konnte das britische Militär die Ruhe im Land bis auf vereinzelte Gewaltausbrüche und Attentate wiederherstellen, die Revolution wurde jedoch mit den Mitteln des zivilen Ungehorsams fortgesetzt.
Die Revolution veranlasste Großbritannien, das Sultanat von Ägypten mit der einseitigen Deklaration der Unabhängigkeit Ägyptens vom 28. Februar 1922 als Königreich Ägypten in die staatliche Souveränität zu entlassen. Für Ägypten führte sie mittelbar zur Verfassung des Königreichs Ägypten von 1923, seinerzeit der modernsten Verfassung auf dem afrikanischen Kontinent. Allerdings behielt sich Großbritannien eine Reihe weit gehender Rechte vor, die erst 1936 mit dem Anglo-Ägyptischen Vertrag auf die Sueskanal-Zone beschränkt und nach dem Militärputsch von 1952 endgültig aufgehoben wurden.

## Hintergrund
Seit 1517 bestand die Osmanenherrschaft in Ägypten, zunächst ausgeübt durch Muhammad Ali Pascha und die von ihm begründete Dynastie. 1882 bat der von der nationalistischen Urabi-Bewegung bedrängte Khedive Tawfiq Großbritannien um militärischen Beistand. Der Anglo-Ägyptische Krieg und die britische Besetzung mündeten in die britische Herrschaft in Ägypten, die von einem britischen Generalkonsul ausgeübt wurde, jedoch Ägypten formal als Teil des Osmanischen Reichs beließ.
Am 28. Oktober 1914 beschoss der deutsche Konteradmiral Wilhelm Souchon unter osmanischer Flagge die russische Schwarzmeerflotte und Sewastopol. In der Folge erklärte zunächst das Russische Kaiserreich dem Osmanischen Reich und dann das Osmanische Reich der Triple Entente den Krieg. Großbritannien setzte im November 1914 den Khediven Abbas II. ab. An seine Stelle trat ein von den Briten bestimmter Sultan, der britische Generalkonsul wurde nun durch einen Hochkommissar abgelöst. Das Sultanat Ägypten bestand als britisches Protektorat bis 1922, mit seiner Gründung war die jahrhundertealte osmanische Souveränität über Ägypten beendet. Seit seiner Gründung stand das Sultanat Ägypten unter Kriegsrecht, und Großbritannien sagte die Übernahme aller Kriegslasten zu. Ägyptische Nationalisten nahmen an, dass das Protektorat nur während der Dauer des Ersten Weltkriegs bestehen sollte, anschließend wären bilaterale Verhandlungen über die Unabhängigkeit Ägyptens zu führen.
Während des Krieges litt die ägyptische Bevölkerung zunehmend unter kriegsbedingten Belastungen. Die Lebensmittelpreise stiegen, die Baumwollpreise fielen, und die 1914 erteilte Zusage Großbritanniens zur Übernahme sämtlicher Kriegslasten blieb unbeachtet. Der ägyptische Nationalismus war vor dem Krieg eine Haltung der Elite, nun sorgte das Auftreten der Briten mit Truppenstationierungen, der Dienstverpflichtung von 1,5 Millionen Ägyptern zum Arbeitsdienst und die Einziehung von Gebäuden, Getreide und Vieh für militärische Zwecke für großen Unmut in der ganzen Bevölkerung.
Am 13. November 1918, zwei Tage nach dem Waffenstillstand von Compiègne, wandte sich eine Delegation ägyptischer Nationalisten unter Führung von Saad Zaghlul an den britischen Hochkommissar Reginald Wingate. Sie forderten das Ende des britischen Protektorats über Ägypten und den Sudan sowie die Entsendung ägyptischer Vertreter zur bevorstehenden Pariser Friedenskonferenz. Währenddessen setzte in der ägyptischen Bevölkerung eine von der Wafd-Partei organisierte Kampagne des zivilen Ungehorsams ein. Funktionäre der Wafd sammelten in den Städten und Dörfern Unterschriften unter eine Petition, mit der die staatliche Unabhängigkeit Ägyptens gefordert wurde.
Im Angesicht zunehmender Opposition und um bevorstehenden Unruhen zu begegnen nahm die britische Verwaltung Saad Zaghlul und zwei seiner Mitstreiter am 8. März 1919 fest und deportierte sie zunächst nach Malta.

## Revolution
Am Tag nach der Verhaftung Saad Zaghluls organisierten Studenten der Rechtswissenschaft an der Azhar-Universität in Kairo die ersten Massenproteste, die sich rasch nach Alexandria und über das ganze Land ausbreiteten. Dabei reagierten ägyptische Polizei und britisches Militär rasch mit exzessiver Gewaltanwendung, indem sie in die Menge der Demonstranten feuerte. Die Aufständischen griffen wiederum britische und europäische Einrichtungen an, nicht nur jene des Militärs, sondern auch Unternehmen, kulturelle Institutionen und Teile der Infrastruktur wie Bahnhöfe oder Eisenbahnzüge. Gefängnisse mit inhaftierten Aufständischen und Kriminellen wurden gestürmt und die Gefangenen befreit. Wiederholt kam es zu grausamen Morden an europäischen Zivilisten durch einen außer Kontrolle geratenen Mob.
Die Proteste in Ägypten forderten bis Ende März 1919 hunderte Todesopfer. Das öffentliche Leben kam weitgehend zum Stillstand. Dabei waren die Unruhen auf dem Land besonders gewalttätig, ganze Dörfer wurden niedergebrannt, Eisenbahnstrecken zerstört und Unternehmen geplündert, es kam auch zu Angriffen auf britische Militäreinrichtungen. Die Unruhen wurden nicht nur von Studenten und der intellektuellen Elite, sondern auch von Beamten, Unternehmern, Bauern, Arbeitern und religiösen Führern getragen. Von besonderer Bedeutung war die Mobilisierung von Frauen, die sich erstmals politisch engagieren konnten. Die Unterstützung der Revolution durch Muslime und koptische Christen machte deutlich, dass der ägyptische Nationalismus über die Grenzen der Religionen hinweg einigend wirkte.

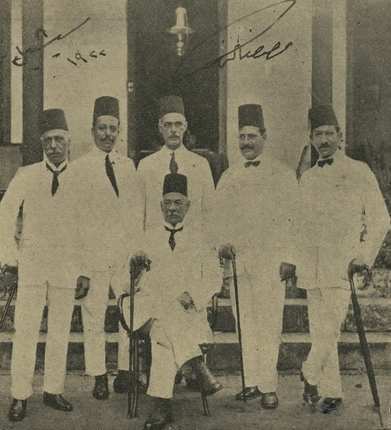
Saad Zaghlul und fünf weitere führende Mitglieder der Wafd-Partei im Exil auf den Seychellen, 1922

Die Unruhen hielten etwa drei Wochen bis Ende März 1919 an, dann gewann das britische Militär unter Generalmajor John Shea die Oberhand und konnte bis zum 18. April die Ruhe im Land weitgehend wiederherstellen. Danach kam es nur noch vereinzelt zu Gewaltausbrüchen und Anschlägen. Am 7. April genehmigte die britische Regierung die Rückkehr der nach Malta verbannten Nationalistenführer. Am 11. April legte eine Delegation der Wafd der Pariser Friedenskonferenz die Forderung nach der Unabhängigkeit Ägyptens vor. Der Forderung wurde nicht stattgegeben, da sich die Vereinigten Staaten dagegen aussprachen. Saad Zaghlul wurde mit mehreren Funktionären der Wafd erneut verhaftet und nun zunächst nach Aden und schließlich auf die Seychellen verbannt. Ungeachtet der strengen Postzensur fand Zaghlul während seines Exils immer wieder Möglichkeiten, sich in Briefen an seine Landsleute in der Heimat zu wenden.
Bis Ende Juli 1919 gab die britische Armee ihre Verluste mit 143 Soldaten an, auch europäische Zivilisten wurden getötet. Dem standen 800 Todesopfer und 1.600 Verwundete auf ägyptischer Seite gegenüber. Die britisch-ägyptische Protektoratsverwaltung reagierte hart, 39 Aufständische wurden zum Tode verurteilt und mehr als 2.000 inhaftiert. Der britische Premierminister David Lloyd George entsandte im Dezember 1919 eine Untersuchungskommission unter Alfred Milner, 1. Viscount Milner nach Ägypten. Ihr Auftrag bestand darin, die Ursachen für die Unruhen festzustellen und eine Empfehlung für die politische Zukunft Ägyptens auszusprechen. Milners Bericht an Lloyd George, dessen Kabinett und König Georg V. wurde im Februar 1921 veröffentlicht. Die Kommission bezeichnete Ägyptens Status als Protektorat als unbefriedigend und empfahl seine Beendigung.
Auf die Phase offener und massiver Gewaltanwendung, die in den großen Städten bis Ende März anhielt und im ganzen Land noch im April endete, folgte eine Phase des zivilen Ungehorsams, vor allem in Kairo. Eisenbahnarbeiter, Straßenkehrer und Wasserträger befanden sich im Streik. Auch die Schüler und Studenten blieben dem Unterricht fern und demonstrierten lautstark auf den Straßen der Stadt. Die Rechtsanwälte traten zunächst in den Streik und ließen sich dann, wegen angedrohter standesrechtlicher Konsequenzen, in großer Zahl von der Liste der aktiven Rechtsanwälte auf die Liste der Anwälte im Ruhestand setzen. Schließlich wurden die Gerichte angewiesen, nötigenfalls ohne Anwälte zu verhandeln. Die ägyptischen Regierungsbeamten hatten im März noch im Rahmen des Möglichen ihren Dienst ausgeübt und waren allenfalls für einen Tag nach der Inhaftierung Zaghluls aus Solidarität in den Ausstand getreten. Doch bald wurde auch die öffentliche Verwaltung durch Arbeitsniederlegungen beeinträchtigt.

## Nachwirken
Am 28. Februar 1922 proklamierte die britische Regierung unter dem Druck der ägyptischen Unabhängigkeitsbewegung, vor allem der Wafd (der „Delegation“), das Ende des Protektorats. Die Autonomie des neu geschaffenen Königreichs Ägyptens war aber vollständig relativ, da gewisse Bereiche der britischen Krone reserviert waren – wie die Sicherheitsverantwortung über den Sueskanal, die Landesverteidigung und die Vertretung der nationalen Interessen in der Außenpolitik. Nach der Abschaffung des Protektorats wurde der bisherige Sultan Fu'ād I. unter dem Beifall des Volkes zum König von Ägypten ausgerufen.
Saad Zaghlul kehrte am 18. September 1923 aus dem Exil, zurück. Ihm wurde in Kairo ein triumphaler Empfang bereitet. Bei den Wahlen am 12. Januar 1924 errang die Wafd-Partei die absolute Mehrheit und zwei Wochen später wurde Zaghlul erster Premierminister des Königreichs. Der Erfolg der Revolution war nicht das Ende der Gewalt, radikale Kräfte unter den ägyptischen Nationalisten forderten den vollständigen Abzug der britischen Truppen und die uneingeschränkte Souveränität. Der Mordanschlag auf den Sirdar Lee Stack führte noch im November 1924 zum Rücktritt Saad Zaghluls vom Amt des Premierministers.
Im Jahre 1936 verzichtete das Vereinigte Königreich mit dem Anglo-Ägyptischen Vertrag von London auf seine Vorrechte im Königreich Ägypten. Allerdings wurde in dem Vertrag für 20 Jahre die Bewahrung der britischen Kontrolle über den Sueskanal festgelegt. Nach dem von Muhammad Nagib und Gamal Abdel Nasser durchgeführten Militärputsch in Ägypten 1952 gegen Faruk wurde im Jahre 1953 von der „Bewegung Freier Offiziere“ in Ägypten die Republik proklamiert. Diese beiden nationalisierten den Sueskanal.